# Diecezja Salford
Diecezja Salford – diecezja Kościoła rzymskokatolickiego w zachodniej Anglii, w metropolii Liverpoolu. Powstała we wrześniu 1850 roku, w ramach reformy administracyjnej Kościoła w Anglii i Walii, zarządzonej przez papieża Piusa IX. Obejmuje większość obszaru hrabstwa Wielki Manchester (w tym samo miasto Manchester) oraz część hrabstwa Lancashire. Siedzibą biskupa jest Salford.
Diecezja Salford liczy ok. 280 tys. wiernych należących do 195 parafii.

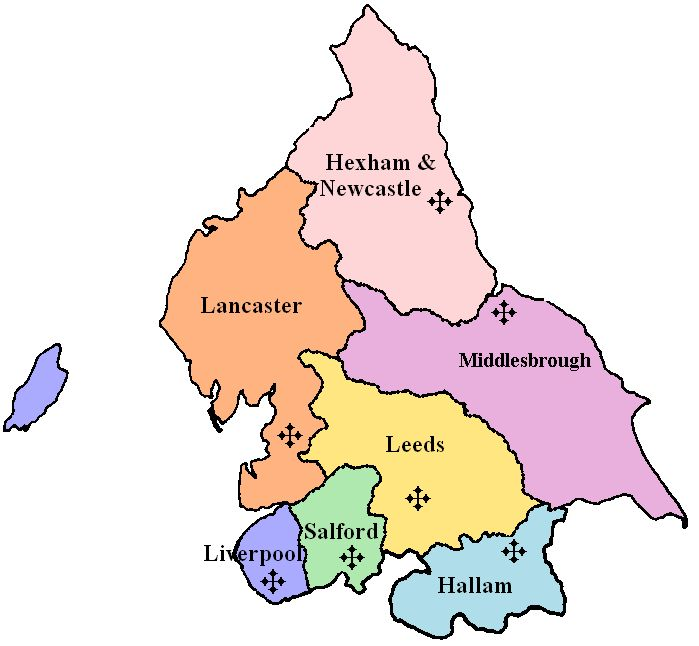
Diecezja na mapie metropolii (zaznaczona na zielono)

W lipcu 2016 roku w Diecezji Salford postanowiono połączyć ponad 40 kościołów parafialnych, a proces łączenia parafii miał objąć 150 parafii. Po konsultacjach z wiernymi w 2017 roku postanowiono zamknąć 22 kościoły w aglomeracji Manchesteru z powodu malejącej liczby wiernych. Ordynariusz diecezji bp John Arnold nie wykluczył, że w przyszłości proces łączenia parafii może być kontynuowany.